# John Bree
John Bree, pseudonimo di Gianfranco Briatore (Modena, 1935 – Torino, 10 agosto 2011), è stato uno scrittore di fantascienza italiano.
È stato uno tra i primi autori all'epoca dell'introduzione del genere in Italia, alla fine degli anni cinquanta. La fantascienza era dominata dal mercato d'importazione (soprattutto statunitense) e pertanto adottò come altri autori italiani uno pseudonimo anglosassone.
Briatore ha scritto anche con gli pseudonimi di Iginio Bonazzi, Johnni Bree, Norman Shave, F. R. Tarrobie, Franck L. Tarrobie.

## Biografia
Gianfranco Briatore era modenese, di famiglia ligure-piemontese. Prediligeva i romanzi di Salgari, Verne e i fumetti. Avrebbe voluto fare il disegnatore, ma la scarsa capacità nel disegno lo diresse verso la scrittura, a cui si dedicò dopo avere frequentato per cinque anni l'accademia militare.
Il suo primo romanzo fu Le piantagioni di Venere del 1959, pubblicato con lo pseudonimo di John Bree dall'editore Ponzoni nella collana I Romanzi del Cosmo diretta da Marco Paini, che ospitava anche opere di autori italiani sotto pseudonimi anglosassoni. Nei tre anni che seguirono Briatore scrisse altri cinque romanzi e cinque racconti sotto vari pseudonimi. In seguito si sposò e abbandonò la carriera letteraria, lavorando come corrispondente commerciale e nel settore grafico-pubblicitario.
Purtroppo ritornò alla scrittura solo nei primi anni ottanta, sulla rivista di narrativa e fumetti Pulp, da lui edita per quindici numeri, fino al 1986. La sua passione per la fantascienza lo aveva reso promotore di un circolo letterario specializzato, lo "Space Opera Club" di Torino, uno dei tre grandi club del fandom italiano.
Dopo la pensione riprese a scrivere e nel 2009 pubblicò un romanzo fantasy, La selva di Farsadon, firmandolo col proprio nome. Morì a Torino il 10 agosto 2011 a 76 anni.

## Opere
(I dati riportati si riferiscono alla prima edizione).

### Romanzi
- Le piantagioni di Venere, Cosmo n.25, Ponzoni Editore, 1959
- Salto nelle tenebre, Cosmo n.32, Ponzoni Editore, 1959
- Sparvius e ritorno, Cosmo n.44, Ponzoni Editore, 1960
- Al di là dell'universo, Cosmo n.55, Ponzoni Editore, 1960
- Il pianeta delle nove lune (The Damned Planet). Traduzione di Renzo Zanini, Cosmo n.58, Ponzoni Editore, 1960
- SOS Galassia, come S.O.S. Galassia, I Libri del 2000 n.7, A.M Z., 1961
- Flash Tiward nell'impero di Clitia, in Pulp n.1, Edizioni Pulp, 1983
- Operazione Rossnody, in Pulp n.4, Edizioni Pulp, 1983
- Taram il conquistatore, in Pulp n.6, Edizioni Pulp, 1984
- Le vette di Inladore, in Pulp n.7, Edizioni Pulp, 1984
- Per qualche tollivero in più (romanzo breve), in Pulp n.13, Edizioni Pulp, 1985
- La selva di Farsadon, La Botte Piccola n.7, Edizioni della Vigna, 2009

### Racconti
- Il fortino di Janura, in appendice a L'astronave dispersa, Cosmo n.36, Ponzoni Editore, 1959
- Relatività, in appendice a I titani dell'energia, Cosmo n.53, Ponzoni Editore 1960
- La notte bianca'', in appendice a Spazio infinito, Cosmo n.56, Ponzoni Editore, 1960
- I docrobots, in appendice a Subdolo attacco, Cosmo n.72, Ponzoni Editore, 1961
- Il fremito della Terra, ne Il padrone dell'oceano, Cosmo n.91, Ponzoni Editore, 1962 (1ª puntata); (2ª puntata) in appendice a Legione "Alpha", Cosmo n.92, Ponzoni Editore, 1962; (3ª puntata) in appendice a Atomi in azione, Cosmo 93, Ponzoni Editore, 1962; (4ª puntata) in appendice a Pianeta verde, Cosmo n.94, Ponzoni Editore, 1962.
- Apologo fantapolitico, in Pulp n.1, Edizioni Pulp, 1983
- Fedeli amici dell'uomo, in Pulp n.2, Edizioni Pulp, 1983
- Tempo di azzurrasca, in Pulp n.2, Edizioni Pulp, 1983
- Il prezzo della libertà, in Pulp n.5, Edizioni Pulp, 1983
- Un bel di vedremo..., in Pulp n.12, Edizioni Pulp, 1985
- Libera nos a malo, in Dimensione Italia/2, Pulp n.15, Edizioni Pulp, 1986